# Luís Andrade
Pour les articles homonymes, voir Andrade.
Luís Andrade, de son nom complet Luís Filipe Andrade de Oliveira, est un footballeur et entraîneur portugais né le 30 septembre 1973 à Lisbonne. Il évoluait au poste de milieu défensif.

## Biographie
Il participe aux Jeux olympiques de 1996 avec le Portugal. L'équipe se classe quatrième de la compétition.

## Carrière

### En tant que joueur
- 1992-1995 :  GD Estoril-Praia
- 1995-1996 :  CF Estrela da Amadora
- 1996-1998 :  CF Belenenses
- 1998-2003 :  Benfica Lisbonne
- 2000-2001 :  Sporting Braga (prêté par Benfica)
- 2003-2004 :  CD Tenerife
- 2004-2006 :  Académica de Coimbra
- 2006-2007 :  AE Paphos
- 2007 :  CD Pinhalnovense
- 2007-2008 :  CD Olivais e Moscavide
- 2008-2010 :  Odivelas FC
- 2010-2011 :  GD Loures

### En tant qu'entraîneur
- 2012-2013 :  Odivelas FC

## Palmarès

### En sélection
- Quatrième des Jeux olympiques 1996